# Lambda Tauri
Lambda Tauri (λ Tauri, λ Tau) ist ein Sternsystem im Sternbild Taurus. Es hat eine scheinbare Helligkeit von etwa 3,4 mag und ist rund 400 Lichtjahre entfernt. Beim System handelt es sich vermutlich um einen Dreifachstern.

## Eigenschaften
Bereits 1848 wurde entdeckt, dass es sich beim Stern um einen Veränderlichen Stern handelt. Das innere Paar Lambda Tauri AB umkreist einander mit einer Periode von 3,95 Tagen bei einem Abstand etwa 22 R☉ zueinander.
Der dritte Stern ist vermutlich ein Stern der Spektralklasse G oder K und ist verantwortlich für eine zweite beobachtete Periode von etwa 33 Tagen, die man in den Lichtkurven erkennt.